# 归化
归化（英語：Naturalization）是一個法律名詞，指非該国家的公民的人、自愿变成該國的公民或取得該國家的国籍的行为。一般是居住在国外的人，依据所居国的法律规定取得新国籍。归化时若未放弃原有国籍而在不违反相关法律的情况下，就会造成多重国籍这一现象。

## 基本要求
- 在归化国合法居住规定的时间
- 申请人保证遵守国家法律
- 在有些国家，申请人要效忠宣誓（如新加坡，加拿大）
- 部份國家要求申請人通過語言（如法國、葡萄牙）及本國文化、本國法律等項目的考試。
- 有些国家的条件是归化者放弃其他国籍，以避免雙重國籍现象的产生。但到底保留原来国籍与否，要依据原来国家和入籍国家双方的法律决定。

一个不寻常的归化情况是以色列。1950年通过的《犹太人回归法》（Law of Return,
）规定：从血统、婚姻或宗教方面符合其定义的犹太人有权申请定居以色列并立即获得以色列国籍。

## 大规模归化
例子：
- 1922年，希腊给予了土耳其的希腊裔难民大规模归化待遇。
- 2001-2002年，阿根廷发生了严重经济危机。西班牙和意大利分别允许能证明自己祖父辈以内是本国血统的阿根廷公民申请归化。
- 体育领域，归化运动员是常见现象。